# 4Fortys
4Fortys è un doppio album di Alberto Fortis pubblicato nel 2018 dall'etichetta Azzurra Music/Playaudio.

## Descrizione
Il primo disco contiene una versione dal vivo del primo album di Fortis mentre il secondo contiene brani inediti, altri dal vivo e nuove versioni di brani editi.

## Tracce
Disco 1Piano&Voce Live Studio
1. tALk1 – 0:55
2. A voi romani – 3:44
3. tALk2 – 2:26
4. Milano e Vincenzo – 3:08
5. tALk3 – 1:40
6. Il duomo di notte – 4:53
7. tALk4 – 1:43
8. In soffitta – 2:55
9. tALk5 – 1:47
10. La sedia di lillà – 5:42
11. tALk6 – 1:20
12. Nuda e senza seno – 3:49
13. tALk7 – 1:01
14. La pazienza – 3:19
15. tALk8 – 3:23
16. Sono contento di voi – 5:35
17. tALk9 – 1:47
18. L'amicizia – 5:25
19. Settembre (BonUSonG) – 6:13
20. Wish I Knew (BonUSonG) – 6:13

Disco 24Fortys
1. Venezia – 3:50
2. Maphya – 3:31
3. Caro Giuseppe – 3:53
4. La Nena del Salvador (New Version) – 4:22
5. Fragole infinite – 3:41
6. Qui la luna – 6:36
7. Vivrai – 7:38
8. Innamorata – 6:57

## Formazione
- Alberto Fortis - voce, pianoforte, percussioni
- Franco Cristaldi - basso elettrico
- Mary Montesano - cori
- Romeo Fortunato - chitarra elettrica
- Joe Damiani - batteria